# Klöse
Klöse är en by i Nordmalings kommun i Ångermanland, belägen på ömse sidor om Lögdeälven. Den gränsar nedströms mot Toböle och uppströms mot Högland.

## Tidig historia
I Gustav Vasas jordebok över Ångermanland från 1550 omnämns Klöse (Kläse) som ödesby, vilket innebär att den måste ha etablerats i ett tidigare skede.

## Hammarsmedjan i Klöse
63°38′44″N 19°14′39″Ö / 63.64544°N 19.244227°Ö
Olofsfors bruk etablerade 1786 en stångjärnshammare vid Klösforsen i Lögdeälven. Platsen var belägen vid södra gränsen av den rekognitionsskog som bruket blivit tilldelad. Möjligheterna att producera träkol i anslutning till Klösehammaren var därmed goda och kolaretorp anlades i närheten. Nackdelen var att tackjärnet måste transporteras till Klöse med hästforor den 15 kilometer långa vägen från Olofsfors bruk. På 1840-talet byggdes Klösehammaren om för utökad produktion, men 1861 brann anläggningen ned och när den byggdes upp igen fick den bara halva sin tidigare kapacitet. År 1878 koncentrerades brukets verksamhet till Olofsfors och Klösehammaren lades ned.
Inom det gamla bruksområdet finns idag en mängd slagg, en stenskodd vattenränna samt lämningar efter ett kolhus.